# 藤原良繼
藤原良繼（日语：／ Fujiwara no Yoshitsugu；716年—777年10月27日），是日本奈良時代至飛鳥時代初期的公卿，為藤原式家的始祖參議藤原宇合次子。

## 經歷
藤原良繼初名宿奈麻呂。父親藤原宇合去世後，藤原宿奈麻呂被同母兄長藤原廣嗣掀起的叛亂（藤原廣嗣之亂）因而連坐，被流放到伊豆。兩年後回朝，藤原宿奈麻呂補任少判事。與藤原南家、藤原北家相比，藤原式家的勢力衰退，藤原宿奈麻呂開始一段在政治上不得志的日子。幾年後，藤原宿奈麻呂升任從五位下，歷任越前守、上總守。天平寶字年間，藤原宿奈麻呂先升為從五位上民部少輔，不久又補任右中辨，改造宮大輔兼上野守。

### 暗殺藤原仲麻呂事件
當時是藤原南家的藤原仲麻吕當政是藤原南家最風光的時期，762年（天平寶字6年），藤原仲麻呂的三個兒子（藤原真先、藤原訓儒麻呂、藤原朝狩）已經出任參議，而藤原宿奈麻呂到47歲時還沒有成為參議。在這種情況下，藤原宿奈麻呂內懷悲憤，與佐伯今毛人、石上宅嗣、大伴家持等人合謀，策劃暗殺藤原仲麻呂。右大舍人弓削男廣得知暗殺計劃，密告藤原仲麻呂。763年（天平寶字7年），藤原宿奈麻呂、佐伯今毛人、石上宅嗣、大伴家持等四人被逮捕。據《大日本史》記載：在被審問時，藤原宿奈麻呂説道：“我獨自一人是首謀，其他人無罪。”藤原宿奈麻呂一人扛下全部罪行，作為八虐之一的大不敬之罪被免官，連“藤原”的姓氏也被剝奪。

### 吐氣揚眉
764年（天平寶字8年），藤原仲麻呂掀起叛亂（藤原仲麻呂之亂）後，藤原宿奈麻呂奉詔，領兵數百人參與對藤原仲麻呂的討伐，升為從四位下太宰帥。766年（天平神護2年），藤原宿奈麻呂升為從三位。神護景雲年間，藤原宿奈麻呂升為兵部卿兼造法華寺長官。770年（神護景雲4年）出任參議，藤原宿奈麻呂至此位列公卿。稱德天皇去世後，藤原宿奈麻呂參與擁立白壁王（光仁天皇）即位。為稱德天皇舉行喪禮期間，藤原宿奈麻呂為騎兵司，守衞宮闕。770年（寶龜元年），藤原宿奈麻呂升為正三位式部卿，改名為“良繼”。不久，藤原宿奈麻呂升任中納言。771年（寶龜2年），藤原永手去世後，作為擁立光仁天皇的功臣成為藤原氏一門的核心，出任內臣。據《大日本史》記載，藤原良繼在這段時期得志專政，與奪由己。777年（寶龜8年）出任內大臣後不久去世，被追贈為從一位。

### 逝世後
藤原良繼與阿倍古美奈之間所生的女兒藤原乙牟漏與山部王（桓武天皇）之間生下安殿親王（平城天皇）、神野親王（嵯峨天皇）、高志內親王。平城天皇即位時，追贈藤原良繼為正一位太政大臣。但是藤原的子息單薄，獨生子越前守藤原宅美在長岡京被盜賊襲擊身亡，子嗣遂絕。